# Erpland
Erpland is het achtste muziekalbum van Ozric Tentacles. Het vorige album leunde nog op de muziek van de cassette-albums, Erpland bevat nieuw materiaal. Ook Erp de mascotte van de Ozrics is weer terug in een titel. Het album is opgenomen  in de Foel Studio te Powys, Wales en Rushmere in Londen. 

## Musici
De lijst van meespelende musici in het collectief groeide door.
- Ed Wynne – gitaar, synthesizers
- Roly (Roland) Wynne – basgitaar
- Joie Hinton – synthesizers, samples
- Steve Everett – samples
- Paul Hankin, Marcus Carcus – percussie
- Merv Pepler – slagwerk
- John Egan – dwarsfluit
- Tom Brooks – reggae bubbles
- Generator John – thee en tamboerijn

## Muziek
Het album valt in vier delen uiteen verwijzend naar het dubbelalbum, dat gelijk met de compact disc verscheen.
| Nr. | Titel                                             | Lp-kant | Duur |
| --- | ------------------------------------------------- | ------- | ---- |
| 1.  | Eternal wheel (Ed Wynne, Pepler)                  | One     | 8:20 |
| 2.  | Toltec spring (Ed Wynne, Hankin, Egan)            | One     | 3:10 |
| 3.  | Tidal convergence (Ozric Tentacles)               | One     | 7:14 |
| 4.  | Sunscape (Ozric Tentacles)                        | Two     | 4:10 |
| 5.  | Mysticum Arabicola (Ed Wynne)                     | Two     | 9:14 |
| 6.  | Crackerblocks (Ed Wynne)                          | Two     | 5:40 |
| 7.  | The throbbe (Ed Wynne)                            | Three   | 6:21 |
| 8.  | Erpland (ed Wynne)                                | Three   | 5:32 |
| 9.  | Valley of a thousand thoughts (Ed Wynne, Everett) | Three   | 6:32 |
| 10. | Snakepit (Ed Wynne, Pepler)                       | Four    | 3:18 |
| 11. | Iscence (Roly Wynne, Pepler, Egan)                | Four    | 4:34 |
| 12. | A gift of wings (Ed Wynne)                        | Four    | 9:45 |